# Cuticola (botanica)

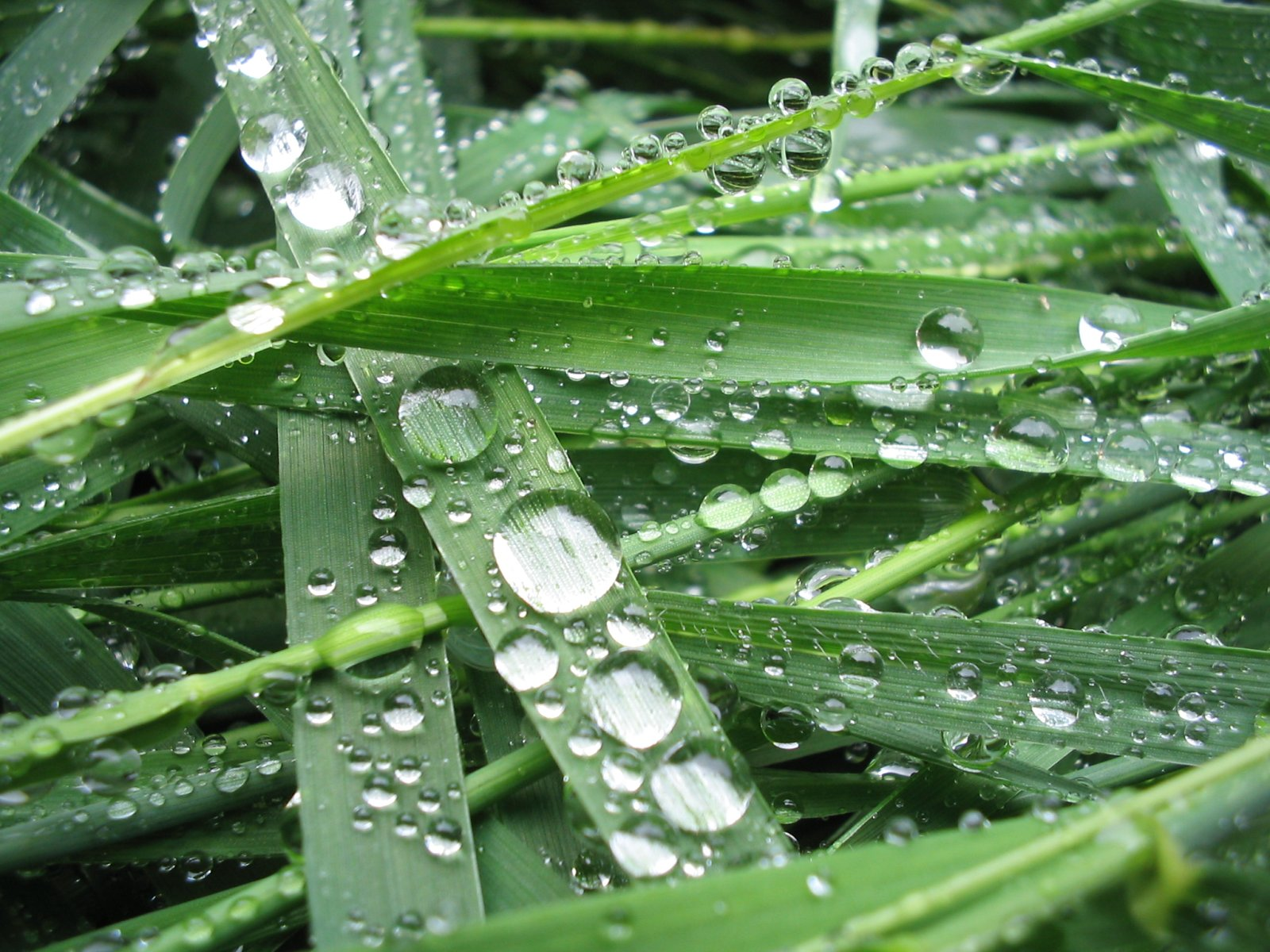
Gocce d'acqua su foglie di monocotiledoni

La cuticola, in botanica, è uno strato di materiale idrofobico, composto da cere e da cutina (polimero di acidi grassi saturi e insaturi), che ricopre l'epidermide di foglie, giovani germogli e altri organi aerei della pianta erbacei con funzione protettiva.
La cuticola è prodotta esclusivamente dalle cellule epidermiche ed è uno strato non cellulare deposto sulla parete cellulare. Nelle cellule vegetali adulte e differenziate la parete può subire varie modificazioni per aggiunta di sostanze diverse che possono depositarsi dentro la parete o, come nel caso della cuticola, all’esterno della parete.

## Caratteristiche

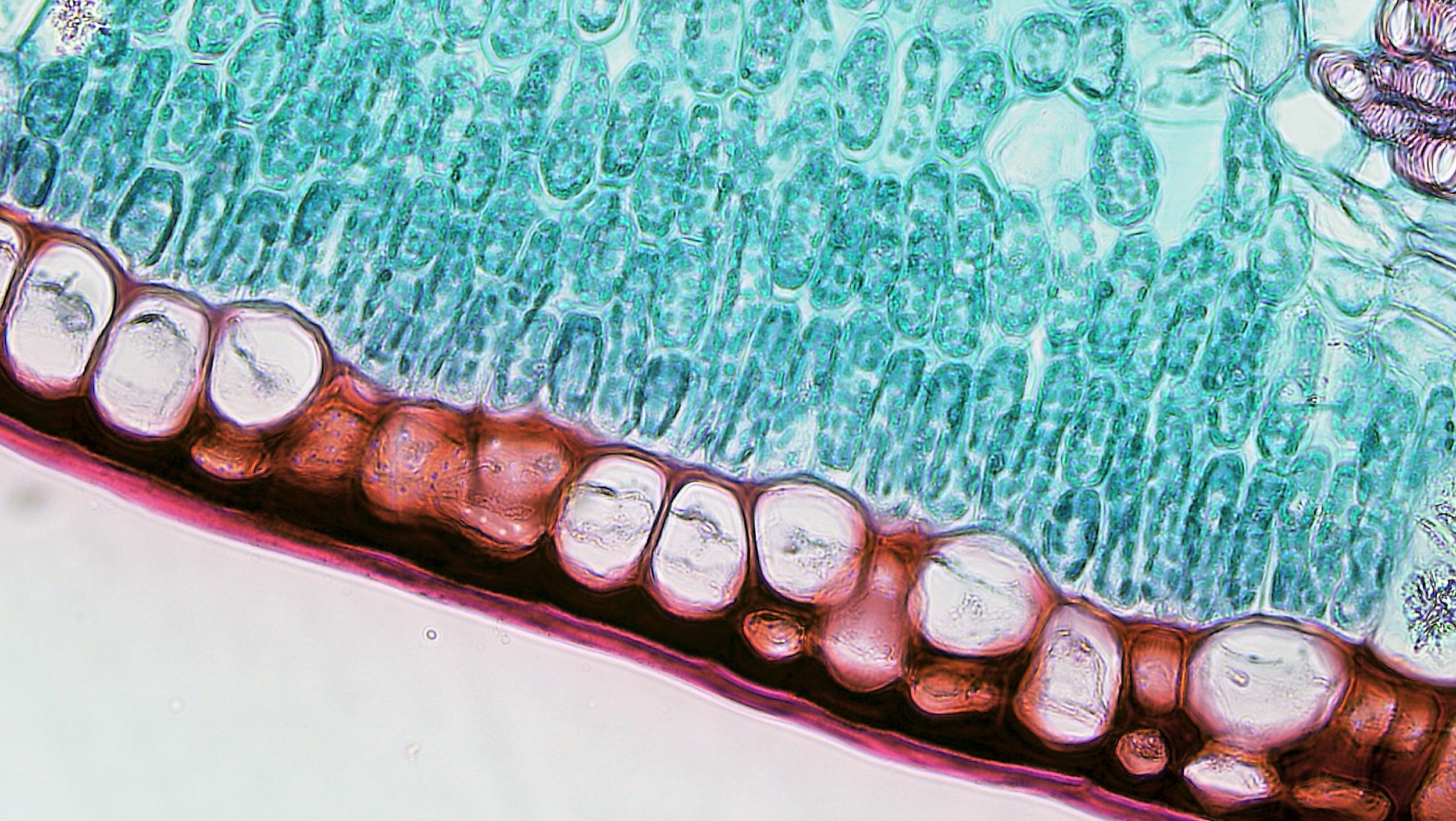
Sezione di una foglia al microscopio ottico. Lo strato rosso (colorato con tecniche istochimiche) è la cuticola

La cuticola è composta da uno strato extracellulare insolubile impregnato e ricoperto da cere solubili.
La cutina, il principale componente della cuticola, è un polimero poliestere composto da acidi idrossilati omega esterificati che sono reticolati da legami estere ed epossidici.
Lo spessore della cuticola varia a seconda dei climi in cui vive la pianta. La cellula, essendo coperta di cuticola solo sulla faccia esterna, può ricevere acqua e nutrimento dalle cellule vicine e quindi rimanere vitale.
La cuticola della pianta fa parte di una serie di innovazioni, insieme agli stomi, ai tessuti vascolari, e agli spazi intercellulari nel fusto e nel tessuto fotosintetico delle foglie, che le piante hanno sviluppato più di 450 milioni di anni fa durante il passaggio dalla vita nell'acqua alla vita sulla terra Insieme, queste caratteristiche hanno consentito alle piante di esplorare ambienti non sommersi in quanto consentivano di conservare l’acqua racchiudendola in una membrana impermeabile.

## Funzioni
- La funzione primaria della cuticola è quella di impedire l'evaporazione dell'acqua dalla superficie della pianta. La cuticola conferisce impermeabilità all'acqua e, in minor misura, ai gas atmosferici.
- Oltre alla funzione di barriera di permeabilità per l'acqua, la micro e nanostruttura della cuticola conferisce proprietà superficiali specializzate (la forma tagliente delle cere cristalline o la sua scivolosità)  che impediscono ai patogeni (come per esempio batteri e funghi ma anche insetti) di danneggiare la pianta. Gli esseri umani hanno studiato le proprietà della cuticola e le hanno utilizzate per costruire materiali tecnici biomimetici. Un esempio tipico è l'effetto loto ovvero l'utilizzo delle proprietà ultra-idrofobiche e autopulenti delle foglie del loto (Nelumbo nucifera) che sono state descritte da Barthlott e Neinhuis[4] nel 1997 per costruire materiali autopulenti.

## Biosintesi delle cere cuticolari
È noto che le cere cuticolari sono in gran parte formata da composti che derivano da acidi grassi a catena molto lunga (very-long-chain fatty acids o VLCFA), come aldeidi, alcoli, alcani, chetoni ed esteri. Sono presenti anche altri composti, originati da percorsi biosintetici diversi,  che non sono derivati dei VLCFA, come terpenoidi, flavonoidi e steroli..
Il primo passo della via di biosintesi per la formazione di VLCFA cuticolari, avviene con la biosintesi ex novo delle catene aciliche C16 (palmitato) da parte dei cloroplasti nel mesofillo, e si conclude con l'estensione di queste catene nel reticolo endoplasmatico delle cellule dell'epidermide. Un importante catalizzatore che si ritiene sia presente in questo processo è il complesso dell'elongasi degli acidi grassi (FAE).
Per formare i componenti della cera cuticolare, i VLCFA vengono modificati attraverso due percorsi: un percorso di riduzione dell'acile o un percorso di decarbonilazione (ovvero una reazione organica, opposta a quella di carbonilazione, in cui si verifica la perdita di un gruppo carbonilico presente in una molecola). Nella via di riduzione dell'acile, una reduttasi converte i VLCFA in alcoli primari, che possono quindi essere convertiti in esteri attraverso un enzima specifico. Nel percorso di decarbonilazione, le aldeidi vengono prodotte e decarbonilate per formare alcani e possono essere successivamente ossidate per formare alcoli e chetoni secondari.  Il percorso di biosintesi termina con il trasporto dei componenti delle cere dal reticolo endoplasmatico alla superficie epidermica.